# Пентани
Пента́ни — насичені ациклічні вуглеводні С5Н12. Безбарвні рідини. Складова частина нафт, сланцевих смол тощо. Органічні розчинники.

## Структурна формула н-пентану
```
    H   H   H   H   H
    |   |   |   |   |
H - C - C - C - C - C - H
    |   |   |   |   |
    H   H   H   H   H
```

## Пікоскопічне зображення та модель

Пікоскопічне зображення молекули пентану та її анімація.
.

Пікоскопічне зображення молекули н-пентану (роздільна здатність 10 пікометрів), отримане шляхом денситометрії електронної хмарки . На зображенні видно всі п'ять атомів вуглецю з відповідною просторовою геометрією. Атомів водню на пікоскопічному зображенні   нема тому, що іонний зв'язок, це повна передача  електрона від одного атома до іншого з утворенням іона. Іоном атома водню є протон. Тобто, іон водню повністю позбавлений електронної хмарки на що вказує список ступенів окислення хімічних елементів заснований на таблиці Грінвуда.
, що й передає пряме пікоскопічне зображення та анімація. Практичним підтвердженням цього факту є ступінь окиснення, яка при хімічній взаємодії атомів водню завжди дорівнює +1. Схематично це має такий вигляд: C + 1e- = C-; H — 1e- = H+. В результаті у водню зникає електронна хмарка і залишається лише ядро атому.

## Ізомери та їх властивості
Пентан, як і бутан, має ізомери:
| Назва ізомеру            | нормальний пентан (н-пентан) | ізопентан         | неопентан |
| Структурна формула       | CH3—(CH2)3—CH3               | (CH3)2—CH—CH2—CH3 | C—(CH3)4  |
| ------------------------ | ---------------------------- | ----------------- | --------- |
| Мал. структури           |                              |                   |           |
| tкип, °С                 | 36,07                        | 27,85             | 9,50      |
| tпл, °С                  | −129,72                      | −159,7            | −16,55    |
| Густина при 20 °С, г/см3 | 0,6260                       | 0,6197            | 0,5910    |

Пентан трапляється у вигляді невеликої домішки в природних вуглеводневих газах; частка його зазвичай не перевищує 2 об. %, за винятком газів, пов'язаних із нафтовими покладами, де частка пентану може досягати 10 об. %.
Ізопентан є складовою газового бензину.